# 中島鉄平

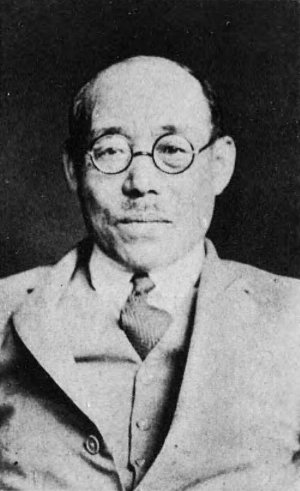
中島鉄平

中島 鉄平（鐵平、なかじま てっぺい、1884年（明治17年）1月1日 - 1936年（昭和11年）11月1日 ）は、熊本県上益城郡大山町出身の大正・昭和期の大蔵官僚。

## 経暦
中島又平の二男として生まれた。旧制熊本中学（現熊本県立熊本高等学校）、旧制第五高等学校を卒業。1909年（明治42年）7月、東京帝国大学法学部政治学科を卒業。同年7月、大蔵省に入省して専売局書記に任官し専売局製造部に配属された。同年11月、文官高等試験行政科試験に合格した。
以後、京都税務監督局経理部長、東税務署長、神戸税関監査課長兼徴収課長、同総務課長などを経て、1920年（大正9年）5月、主税局に転じ、長年にわたり関税課長として関税行政事務を率いた。その間、三度海外に赴いた。 1927年（昭和2年）7月、大阪税関長、1929年（昭和4年）9月、横浜税関長、1931年（昭和6年）12月、大蔵省主税局長、1934年（昭和9年）12月、専売局長官を歴任。1936年（昭和11年）3月、病のために辞し、静養に努めるも世田谷区玉川奥澤町にて逝去。享年53。墓所は多磨霊園。